# Вади-эль-Фария
Вади-эль-Фария (араб. وادي الفارعة‎ — долина ветвей) — палестинская деревня в провинции Тубас, на северо-востоке Западного берега реки Иордан. Деревня находится в пяти километрах к юго-западу от города Тубас. Площадь деревни составляет 12 км² (12 000 дунамов). Из них лишь 337 000 м² заселены, остальная территория используется для сельскохозяйственных целей.
В настоящее время деревня находится под полным контролем Палестинской национальной администрации, рядом с ней находится лагерь беженцев Фара.
Согласно данным Центральному бюро статистики Палестины, в 2006 году в деревне проживало 2340 человек.
Рядом с населённым пунктом протекает одноимённая река, которая в израильских источниках называется «Тирца».

## Археологические раскопки
Рядом с деревней были найдены орудия труда, которые датируются эпохой неолита, вероятно принадлежащие Караунской культуре. Три таких объекта были найдены археологом Францисом Турвиль-Петре между 1925 и 1926 годами. Один из таких объектов идентифицирован как кремнедобывающее предприятие, расположенное на высокой террасе. Кроме того, также и другие кремнёвые орудия труда были идентифицированы как принадлежащие данной культуре. Среди них кирки, теслы, буры и другое.
Кроме того, курган, находящийся рядом с деревней Вади-эль-Фария, был идентифицирован как принадлежащий древнему библейскому городу Фирце. На кургане обнаружены культурные слои неолита, медного века, бронзового века и железного века.

## История
Земля деревни ранее принадлежала жителям близлежащего города Таллуза. Тут находились сельскохозяйственные угодья. В 1960-х, жители Таллузы отделились от города и основали тут свои поселения, которые позднее переросли в самостоятельную деревню.
В 1996 году деревня официально получила статус сельского совета в провинции Тубас.

## Население
По переписи населения 1997 года, в деревне жили 1713 человек. Процент мужского населения составлял 51,3 %, а женского — 49,7 %.
К 2006 году население увеличилось до 2340 человек. Таким образом, население за 9 лет увеличилось на 32,5 %.